# توقيت عالمي

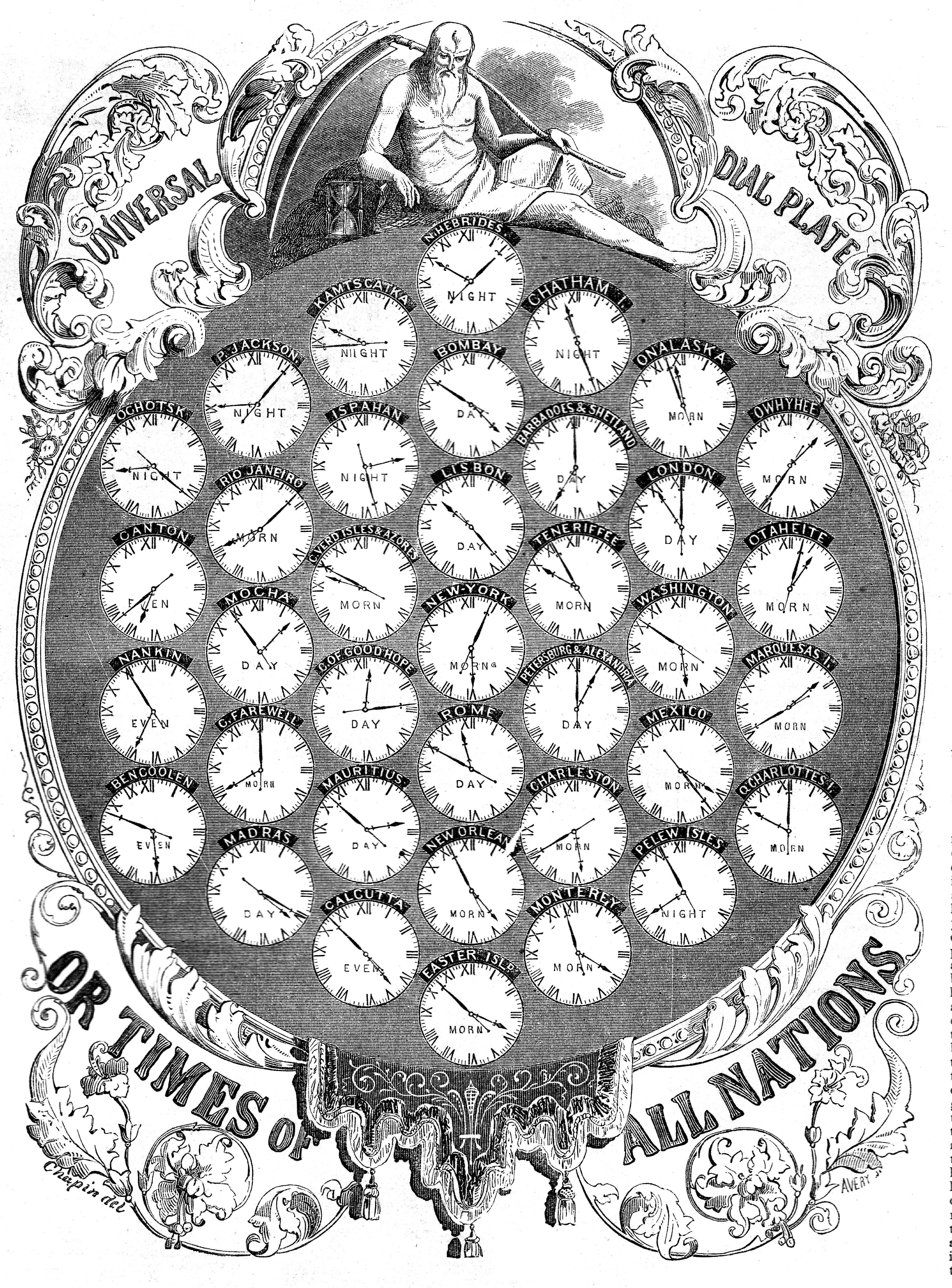

التوقيت العالمي ((بالإنجليزية: Universal Time) أو UT اختصارًا) هو مقياس زمني مبني على دوران الأرض حول نفسها. وهو نسخة محدثة عن توقيت غرينيتش. غرينيتش هي مدينة تقع في المملكة المتحدة يمر عليها خط غرينتش الذي سمي باسمها ويعتبر خط غرينتش هو أساس التوقيت الدولي للعالم ويتم حساب الوقت كالآتي حيث:
-بعض المدن الواقعة شرق مدينة غرينتش:
-الرباط +01 ساعة
-باريس +01 ساعة
-الرياض +03 ساعات
-بعض المدن الواقعة غرب مدينة غرينتش:
-واشنطن -05ساعات.
حيث انه إذا كانت الساعة في مدينة غرينتش 12:00 زوالا فستكون في الرياض 15:00 مساء وفي مدينة واشنطن 07:00صباحا.